# Olios tamerlani
Olios tamerlani là một loài nhện trong họ Sparassidae.
Loài này thuộc chi Olios. Olios tamerlani được Carl Friedrich Roewer miêu tả năm 1951.